# Noordelijke roodvleugelmiersluiper
De noordelijke roodvleugelmiersluiper (Herpsilochmus frater, synoniem Herpsilochmus scapularis) is een zangvogel uit de familie Thamnophilidae (miervogels). De vogel werd in 1880 als aparte soort beschreven, maar sinds 1924 als ondersoort beschouwd van de roodvleugelmiersluiper. In 2020 werd op voorstel van de SACC het taxon weer als aparte soort op de IOC World Bird List geplaatst.

## Verspreiding en leefgebied
Deze soort komt voor van Panama tot het Amazonegebied en noordoostelijk Brazilië. De leefgebieden liggen in vochtig tropisch bos. Er zijn twee ondersoorten:
- H. f. exiguus: oostelijke Panama.
- H. f. frater: van Colombia tot noordelijk Bolivia, van oostelijk tot zuidwestelijk amazonisch Brazilië, centraal Venezuela, zuidelijk Guyana (gebied), centraal Suriname en aangrenzend noordelijk Brazilië.

## Status
De grootte van de populatie is niet gekwantificeerd maar de soort wordt omschreven als algemeen. Op de Rode lijst van de IUCN heeft deze soort de status niet bedreigd.